# Свен Грюнберг

Свен Грюнберг (ест. Sven Grünberg, 24 листопада 1956, Таллінн, Естонія) — радянський і естонський композитор шведського походження. Творчу діяльність розпочав наприкінці 1970-х років, наслідуючи синтезаторну рок-музику Вангеліса та Кітаро. В середині 1980-х років звернувся до космічного звучання, включаючи фольклорні елементи.

## Альбоми
- Mess (1980)
- Hingus (Подих) (1981)
- OM (1988)
- Milarepa (1993)
- Prana Symphony (1995)
- Hukkunud Alpinisti Hotell (Готель «У загиблого альпініста») (2001)

## Саундтреки до фільмів
- Готель «У загиблого альпініста» (1979)
- Корида (1982)
- Реквієм (1984)
- За часів вовчих законів (1984)
- Закляття долини змій (1987)
- Русалочі мілини (1989)
- Сльоза Князя Пітьми (1993)
- Хлопці Вікмана (1995)
- Сьогодні вночі не до сну (2004)
- Набридло! (2005)
- Груднева спека (2008)
- Sõnumitooja (2009)

## Мультфільми із музикою композитора
- Дівчинка і золотогривий (1978)
- Karsumm (1980)
- Муфта, Півчеревика і Мохова Борода (1984)
- Муфта, Півчеревика і Мохова Борода 2 (1987)
- Зліт (1988)
- Наступна (1989)
- Відхід (1990)
- Брати і сестри (1991)
- Життя Отто (1992)
- День народження (1994)
- Bermuda (1998)
- Любов до життя (1999)
- Peata ratsanik (2001)
- Різдво сонечка (2001)
- Інстинкт (2003)[4]
- Barbarid (2003)
- Перлинова людина (2006)[5]
- Пригоди Лотти з Гаджетвілля (2006)[6]
- Вроджені зобов'язання (2008)
- Лотте і таємниця місячного каменя (2011)